# Online-Editing
Als Online-Editing oder Online-Schnitt wurde ursprünglich eine Art des Videoschnitts bezeichnet, bei der der Schnittvorgang von einem Rechner oder einem dazu geeigneten Videosystem gesteuert wurde. Die Bedeutung hat sich mit der Entwicklung der Schnitttechnik grundsätzlich geändert.

## Begriffswandlung
Der Begriff „Online“ stammt aus der Telekommunikations-Terminologie und meint in diesem Zusammenhang „unter der Kontrolle eines anderen Systems“. Online-Editing Systeme wie SONY BVE-9000 konnten verschiedene Videorekorder mithilfe von Befehlen wie „Vorspulen“, „Kopieren“, „Abspielen“ ansteuern und auf diese Weise aus unterschiedlichen Video- und Audioquellen einen linearen Schnitt erstellen.
Mit dem Aufkommen Non-Linearer Schnittsysteme wie AVID – die erste marktreife Version war 1989 erhältlich – veränderte sich diese Bedeutung von Online-Editing mit der sich verändernden Arbeitsweise beim Schnitt. Die Non-Linearen Systeme waren anfänglich (und sind es beim Spielfilm mit seinen vergleichsweise großen Datenmengen bis heute) nicht in der Lage, Filmmaterial in Sendequalität und in Echtzeit zu verarbeiten. Deshalb trennte man den Editing-Workflow in zwei Teile: im ersten Teil wird das gesamte Filmmaterial kopiert und in eine Auflösung herunterskaliert, die der Kapazität der verwendeten Hardware Rechnung trägt. In dieser Qualität wird der Schnitt finalisiert. Diesen Teil des Prozesses nennt man seither den Offline-Edit oder Offline-Schnitt, weil er im Gegensatz zum ursprünglich Online-Edit genannte Prozess nicht direkt das Originalmaterial ansteuert, sondern davon abgekoppelt arbeitet. Die verminderte Qualität dieses kopierten Materials wird Offline-Qualität genannt.
Im zweiten Teil des Editing-Prozesses wird der finale Offline-Edit unter Zugriff auf das Originalmaterial in höchstmöglicher Qualität „nachgebaut“. Nur dieser Teil heißt seither noch Online-Edit.
Diese Unterscheidung wird allerdings zunehmend weniger wichtig, und die Bedeutung von „Online-Editing“ verändert sich erneut: In den frühen Jahren des Video Editings wurden für Offline- und Online-Edit noch unterschiedliche Software und Hardware benutzt. Mit der ständig steigenden Leistungsfähigkeit von Software und Hardware ist es inzwischen möglich, an ein und demselben System (etwa am AVID) von vornherein in Online-Qualität zu schneiden. Online-Editing ist in diesem Fall seither gleichbedeutend mit „in Online-Qualität schneiden“.